# Le Crabe est érotique
Le Crabe est érotique è il primo album in studio del cantante francese Moos, pubblicato nel 1999 su etichetta discografica Universal Music France.

## Tracce
1. Qui me donnera des aîles (Radio Edit) – 4:08
2. Au nom de la rose (Extended) – 4:28
3. Délicate chatte (New Mix) – 3:52
4. Trois minutes trente secondes (Short Edit) – 3:31
5. Je cherche ma planète – 4:07
6. Asmodée – 4:06
7. Au bout du cigare – 4:00
8. Comme elle se touche – 4:47
9. Tango gigolo – 3:27
10. Le crabe est érotique – 4:52
11. Sonnent les douze coups de mes nuits – 0:46
12. Je cherche ma planète II – 3:58